# HD262013
HD262013 — хімічно пекулярна зоря спектрального класу
B7 й має видиму зоряну величину в смузі V приблизно  9,2.